# الملاحة (الجوف)
الملاحة هي إحدى قرى الجمهورية اليمنية. تتبع جغرافيا لمحافظة الجوف وإداريًا لمديرية خب والشعف. يبلغ تعداد سكانها 17982 نسمة حسب الإحصاء الذي أجري عام 2004.